# Раян Волтер
Раян Волтер (англ. Ryan Walter, нар. 23 квітня 1958, Нью-Вестмінстер) — колишній канадський хокеїст, що грав на позиції центрального нападника. Грав за збірну команду Канади.
Володар Кубка Стенлі. Провів понад тисячу матчів у Національній хокейній лізі. 

## Ігрова кар'єра
Хокейну кар'єру розпочав 1973 року.
1978 року був обраний на драфті НХЛ під 2-м загальним номером командою «Вашингтон Кепіталс». 
Протягом професійної клубної ігрової кар'єри, що тривала 16 років, захищав кольори команд «Вашингтон Кепіталс», «Монреаль Канадієнс» та «Ванкувер Канакс».
Загалом провів 1116 матчів у НХЛ, включаючи 113 ігор плей-оф Кубка Стенлі.
Виступав за збірну Канади.

## Робота в ЗМІ
П'ять сезонів (1994 — 1998) коментував матчі НХЛ, КХЛ, а також матчі Меморіального кубку, молодіжного чемпіонату світу та чемпіонатів світу на каналі TSN.

## Тренерська робота
17 червня 2008 став асистентом головного тренера клубу «Ванкувер Канакс».
21 вересня 2010, очолив національну жіночу збірну Канади на турнірі чотирьох Націй, канадійки здобули золоті нагороди.

## Нагороди та досягнення
- Учасник матчу усіх зірок НХЛ — 1983.
- Володар Кубка Стенлі в складі «Монреаль Канадієнс» — 1986.

## Статистика
| Сезон        | Клуб                 | Ліга         | Регулярний сезон | Регулярний сезон | Регулярний сезон | Регулярний сезон | Регулярний сезон | Плей-оф | Плей-оф | Плей-оф | Плей-оф | Плей-оф |
| Сезон        | Клуб                 | Ліга         | І                | Г                | П                | О                | ШХ               | І       | Г       | П       | О       | ШХ      |
| ------------ | -------------------- | ------------ | ---------------- | ---------------- | ---------------- | ---------------- | ---------------- | ------- | ------- | ------- | ------- | ------- |
| 1973–74      | «Ленглі Лордс»       | БКХЛ         | ?                | 40               | 62               | 102              | 0                | —       | —       | —       | —       | —       |
| 1973–74      | «Камлупс Чифс»       | ЗКХЛ         | 2                | 0                | 0                | 0                | 0                | —       | —       | —       | —       | —       |
| 1974–75      | «Ленглі Лордс»       | БКХЛ         | ?                | 32               | 60               | 92               | 0                | —       | —       | —       | —       | —       |
| 1974–75      | «Камлупс Чифс»       | ЗКХЛ         | 9                | 8                | 4                | 12               | 2                | 2       | 1       | 1       | 2       | 2       |
| 1975–76      | «Камлупс Чифс»       | ЗКХЛ         | 72               | 35               | 49               | 84               | 96               | 12      | 3       | 9       | 12      | 10      |
| 1976–77      | «Камлупс Чифс»       | ЗКХЛ         | 71               | 41               | 58               | 99               | 100              | 5       | 1       | 3       | 4       | 11      |
| 1977–78      | «Сієтл Брікерс»      | ЗКХЛ         | 62               | 54               | 71               | 125              | 148              | —       | —       | —       | —       | —       |
| 1978–79      | «Калгарі Ренглерс»   | ЗХЛ          | 2                | 0                | 1                | 1                | 0                | —       | —       | —       | —       | —       |
| 1978–79      | «Вашингтон Кепіталс» | НХЛ          | 69               | 28               | 27               | 55               | 70               | —       | —       | —       | —       | —       |
| 1979–80      | «Вашингтон Кепіталс» | НХЛ          | 80               | 24               | 42               | 66               | 106              | —       | —       | —       | —       | —       |
| 1980–81      | «Вашингтон Кепіталс» | НХЛ          | 80               | 24               | 45               | 69               | 150              | —       | —       | —       | —       | —       |
| 1981–82      | «Вашингтон Кепіталс» | НХЛ          | 78               | 38               | 49               | 87               | 142              | —       | —       | —       | —       | —       |
| 1982–83      | «Монреаль Канадієнс» | НХЛ          | 80               | 29               | 46               | 75               | 40               | 3       | 0       | 0       | 0       | 11      |
| 1983–84      | «Монреаль Канадієнс» | НХЛ          | 73               | 20               | 29               | 49               | 83               | 15      | 2       | 1       | 3       | 4       |
| 1984–85      | «Монреаль Канадієнс» | НХЛ          | 72               | 19               | 19               | 38               | 59               | 12      | 2       | 7       | 9       | 13      |
| 1985–86      | «Монреаль Канадієнс» | НХЛ          | 69               | 15               | 34               | 49               | 45               | 5       | 0       | 1       | 1       | 2       |
| 1986–87      | «Монреаль Канадієнс» | НХЛ          | 76               | 23               | 23               | 46               | 34               | 17      | 7       | 12      | 19      | 10      |
| 1987–88      | «Монреаль Канадієнс» | НХЛ          | 61               | 13               | 23               | 36               | 39               | 11      | 2       | 4       | 6       | 6       |
| 1988–89      | «Монреаль Канадієнс» | НХЛ          | 78               | 14               | 17               | 31               | 48               | 21      | 3       | 5       | 8       | 6       |
| 1989–90      | «Монреаль Канадієнс» | НХЛ          | 70               | 8                | 16               | 24               | 59               | 11      | 0       | 2       | 2       | 0       |
| 1990–91      | «Монреаль Канадієнс» | НХЛ          | 25               | 0                | 1                | 1                | 12               | 5       | 0       | 0       | 0       | 2       |
| 1991–92      | «Ванкувер Канакс»    | НХЛ          | 67               | 6                | 11               | 17               | 49               | 13      | 0       | 3       | 3       | 8       |
| 1992–93      | «Ванкувер Канакс»    | НХЛ          | 25               | 3                | 0                | 3                | 10               | —       | —       | —       | —       | —       |
| Усього в НХЛ | Усього в НХЛ         | Усього в НХЛ | 1003             | 264              | 382              | 646              | 946              | 113     | 16      | 35      | 51      | 62      |